# Heroin
A heroin (C21H23NO5) (kémiai nevén diacetil-morfin) egy félszintetikus morfinszármazék vagy másképpen farmakon. Az emberi szervezetben nagyrészt morfinná alakul. Felfedezése után (Robert Alder Wright, 1874) egy ideig mint erős fájdalomcsillapítót használták az orvoslásban végstádiumú rákbetegek fájdalmainak kezelésére, de hamar bebizonyosodott, hogy a morfinnál is súlyosabb függőséget hoz létre. Sokak szerint a legproblémásabb kábítószerféleség, amely jelenleg a világon van, többek között azért is, mivel számos más fertőző betegségtípus terjedése is a heroin használatához köthető (pl. AIDS, Hepatitis C).
A heroin összmennyiségének csaknem 90%-a Afganisztán néhány tartományára korlátozódó opiátültetvényekből kerül illegális forgalomba. Évente mintegy 380 tonna heroin kerül ki ezen a területeken termesztett mákültetvényekből  a világ összes tájára. A helyzet azonban nem volt mindig ez. Habár az ország északi területein már a 18. századtól kezdve foglalkoztak manufakturális jelleggel ópium előállítással, Afganisztán csak az 1980-as évek elejétől kezdte növelni ópiumtermelését igazán nagy mennyiségben és hamarosan a világ első számú ópium ellátójává vált. Így, míg az 1970-es és 1980-as évek után Mianmar leadta vezető szerepét ópiumexport terén, Afganisztán pontosan ezen időszakban lépett elő első helyre. Az évenkénti ópiumexportja az országnak kevés híján 7000 tonna volt a 2000-es években, és 2010 előtt tetőzött évi 12 000 tonnával.

## Heroinkereskedelem
A jelenlegi szintet figyelembe véve – beleértve ebbe a termelés ill. a piacra jutás és a lefoglalások különbségét – a világ éves heroinforgalma kb. 430-450 tonnára nőtt az elmúlt évtizedben (ebből 5 tonna Afganisztán részesedése fogyasztás szempontjából). Mindez azt jelenti, hogy nagyjából 380 tonna heroin kerül át Iránon, Pakisztánon – valamint a közép-ázsiai országokon (Tádzsikisztán, Türkmenisztán) – keresztül Oroszország illetve Európa irányába.
A közvetlenül Afganisztánból származó heroin legfontosabb kereskedelmi útvonala a Balkán, ennélfogva a Nyugat-Európa irányába történő heroinexport értéke meghaladja a 20 milliárd USD-t évente. Az Oroszországi piacokra kerülő heroin éves összértéke hozzávetőleg 13 milliárd USD. Az illegális kereskedelmi útvonalak nagy részét természetesen bűnözői csoportok tartják ellenőrzés alatt, s míg ezen körök tetemes hasznot húznak az illegális drogkereskedelemből, az általuk ellátott társadalmi rétegek nagy árat fizetnek mindezért. Ennek egyik figyelemreméltó példája a 2000-es évektől az Iráni iszlám köztársaságban megfigyelhető fogyasztói növekedés. Megemlítendő továbbá, hogy az afgán heroin aránya más országokban is jelentős emelkedést mutat, így például Kína részesedése 25%. Délkelet-Ázsiában a heroin majdnem fele Afganisztánból származik, és ez igaz többek közt Malajziára, Thaiföldre és Ausztráliára is.
Európa a legnagyobb piacnak számít a közép-ázsiai heroin tekintetében, ami azt jelenti, hogy naponta mintegy 250 kg heroin kerül be az Európai Unió területére. Az eladásból származó haszon szinte minden esetben nemzetközi bűnszervezetek és kábítószer-kereskedők vagyonát gyarapítja. Az Európába irányuló export a már említett Balkán útvonalon keresztül történik, pontosabban Törökország – Görögország – Bulgária útvonalon, majd a közép-európai országok érintésével. A tengeri útvonalak részaránya jóval kisebb, ezek főleg a Fekete-tenger és a Földközi-tenger irányában történnek.

## Előállítása
A heroint morfinból, annak acetilálásával állítják elő, ecetsav anhidrid segítségével ,a morfint bizonyos,főleg szegényebb országokban ópiumból vagy iparosodott országokban mákszalmából nyernek ki.
Charles angol kutató állította elő először 1874-ben. Ipari -gyógyszertári formáját az ecetsav anhidrid nagyüzemi megjelenése okozta elsősorban,melyet a Bayer cég az Aspirin gyártáshoz használt fel eredetileg, így a gyógyszertári formula is ehhez a céghez kötődik.

## Hatása

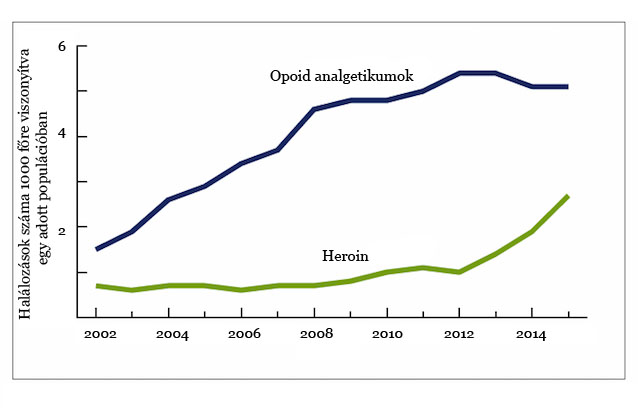
Opioidokra és heroinra vonatkozó halálozási arány az USA-ban 2000 és 2013 között

A heroin előnye a morfinnal szemben, hogy erősen lipidoldékony vegyület, aminek következtében gyorsan átdiffundál a vér-agy gát képző endothélium sejthártyáján, bejutva az agy idegsejtjei közé: hatását tehát hamarabb és erőteljesebben fejti ki, mintha morfint juttatnánk a szervezetbe. (Szívás esetén 1–2 perc elteltével, intravénásan adva azonnal hat.) A heroin az 1900-as években terjedt el mint vénynélküli köhögéscsillapító ópium és morfin leszokását elősegítő gyógyszer;az akkori gyógyszertörvények nem voltak szigorúak, így hamar elterjedt mint élvezeti cikként történő felhasználása is. Az 1920-as években hoztak korlátozásokat, törvényeket használatának visszaszorítására.
Napjainkban legnagyobb mennyiségben Afganisztánban termesztik a heroin alapanyagául szolgáló mákot.
A heroinfogyasztás formái igen változatosak, különösen keleten. A kezdők (nemcsak keleten, hanem világszerte) dohánnyal keverve, cigarettában szívják. Pontosabban, a kis heroingolyócskákat a cigaretta végében helyezik el, ezt nevezik „firing the ack-ack gun”-nak, „géppuskasorozat”-nak. Egyszerre több kis golyócskát tesznek a cigarettába, s hátrahajtott fejjel, hogy a golyócskák ki ne essenek, a cigarettát függőleges helyzetben tartva szívják a heroint. A kezdők másik szokása, hogy a cigarettát heroinporba mártják szívás előtt.
Hongkongban egy sajátos eljárást találtak ki, s ennek jellegzetes kínai elnevezést is adtak: „sárkányeregetés”. Ilyenkor a heroinszemcséket barbitonnal keverve, alumíniumfóliába csomagolják, és gyertyával melegítik. A felszálló füstöt kis bambusz- vagy papírcsövecskén át szívják be. A füst a sztaniollemezkét fel-le mozgatja, s ez a felszálló füstnek olyasféle alakot kölcsönöz, amely a régi mitológiák kínai sárkányára emlékeztet. Ha el akarják kerülni a heroin ilyenfajta szívási módjából elkerülhetetlenül adódó veszteséget, akkor a heroint egy gyufaskatulyába rejtve égetik el, s innen szívják fel az említett csövecskékkel a füstöt. Ezt a sajátságos szájmozgás miatt „szájharmonikázás”-nak nevezik.
Később azután, hogy minél kevesebb anyag menjen veszendőbe és minél előbb beálljon a várt hatás, már injekcióban adják be maguknak. Eleinte csak a bőr alá, majd még gyorsabban akarják elérni a mámort, s áttérnek az érpályába történő (vénás) adásra. Az enyhébb drogosok körében is ez terjedt el, mivel csak rossz minőségű, erősen hígított áruhoz jutnak, amely szájon át bevéve teljesen hatástalan.
Ezek az injekciók házilag készülnek úgy, hogy a heroinport közvetlenül a beadás előtt vízben feloldják. S még talán az a kisebb veszély, hogy a heroinport közönséges csapvízben oldják fel, s egy szemcseppentőre szerelt injekciós tű segítségével adják be. A sokkal nagyobb veszély a túladagolásból eredő halálos „lövet”. Ennek oka lehet az, hogy a különböző, de ismeretlen mértékű hígítások miatt gyakorlatilag semmiféle megbízható adagolás nem lehetséges. A heroinista maga sem tudja pontosan, hogy mennyi heroint oldott fel. Csak azt tudja, mennyit adott neki az árus, hiszen ő a heroint kiadagolva, kis tasakokban veszi meg, s nyilvánvaló, hogy az árus nem patikamérlegen mérte ki. Sokszor azonban maga az árus sem tudja, hogy a valóságban mennyi heroin van a kiadagolt csomagocskában, csak azt, hogy neki mennyit mondtak. Így azután, ha egyszer véletlenül (a szokástól eltérően) az adag valóban a jelzett mennyiségű heroint tartalmazza, azaz ha a szerencsétlent kivételesen nem csapják be, akkor ez az injekció könnyen az utolsó lehet. Sok heroinista lelte már így a halálát, amikor felbukkant a piacon egy új terjesztő, a korábbinál tisztább szerrel. 
Az ópiumszármazékokat, mint fájdalomcsillapítót az orvostudomány nem nélkülözhette és sok esetben ma sem nélkülözheti. Bár nagyon sok szintetikus morfiumszármazékot sikerült előállítani, s majd mindegyiket valamilyen célra fel is használja az orvostudomány (némelyiket fájdalomcsillapítóként, másokat a műtéti érzéstelenítés során), de olyat még ez ideig nem sikerült találni, amelyik ha a morfiumnál kisebb mértékben is, de ne okozzon megszokást. Közülük említésre méltó a heroinnál enyhébb kábítószer, a metadon. Van ugyanis egy kórházi elvonókúrás módszer heroinistáknál (akiknél, mint említettük, az elvonás igen nehéz folyamat) vagy morfinistáknál, amelynek során a heroint, illetve a morfiumot metadonnal helyettesítik. A metadon elvonása lényegesen könnyebb, mivel elvonási tünetei kevésbé kínzók, mint a heroiné vagy a morfiumé.
Ha orvosi szemmel, a beteggel foglalkozó, fájdalmait enyhíteni akaró orvos szemével nézzük, hogy mit is jelentettek az ópium és származékai az emberiségnek, akkor azt kell mondanunk, hogy nagyon sokat. Felfedezésük és alkalmazásuk az orvostudomány oldaláról nézve az emberi tudás diadala volt. Ugyanakkor úgy járt vele az emberiség, mint amikor valaki kellő körültekintés nélkül szabadítja ki a szellemet a palackból. Ebben az esetben nem egyedül a jó szellem szabadult ki, hanem vele együtt a rossz is, amely tragédiák egész sorozatát indította el. Senki sem gondolhatta, hogy a palackban nemcsak az enyhet adó gyógyszer szelleme van bezárva, hanem egy veszélyes kábítószeré is. Időbe telt, míg orvos és beteg megtalálta a határokat, az adás és az igény közötti helyes mértéket. Amíg erre nem figyelt fel orvos, beteg és a társadalom, addig a gyógyszer testet-lelket uraló, pusztulásba taszító méreg is volt.
Idézzük a híres magyar utazó, Ligeti Lajos 1900-ban írt megrázó sorait. Akkoriban a fő veszélyt még az ópium jelentette: „Az ópiumszívó megfeledkezik mindenről, nem érez semmi fájdalmat, se testit, sem lelkit. De mint minden mámor, az ópium is az idegeket tépi, rombolja, s rá fáradtság, apátia következik. Az igazi veszedelem a következő mámor utáni szenvedélyes vágy. Ilyen kielégületlenségi időben rongy, roncs, szánalmas báb az ópium bolondja, a józan ész törvényei többé nem érvényesek számára, eltékozolja vagyonát, vagy ha már semmije sincs, habozás nélkül letér az egyenes útról, hogy ezen szenvedélyét kielégíthesse.”
Világszerte felmerül, hogy Svájci mintára állami heroinhoz jussanak a fogyasztók, visszaszorítván a fekete piacot.A fekete piacon megjelent orvosi FENTANIL (Magyarországon Durogesic tapasz),mely forrása főként ázsiai, hatalmas halálhullám kialakulásához vezetett az egész világon.Egy(1) egység morfinhoz viszonyítva a heroin 5x, a fentanil 100x erősebb, vagyis ennyivel kisebb mértékben kell adagolni, amely a fentaniloknál szinte lehetetlen.Ez az oka a sok túladagolásnak.Csak összehasonlításként készült és állatgyógyászatban használt erősebb fentanil a carfentanil is, relativ erőssége 10000x a morfinhoz képest.Sajnálatos módon illegális formában szintén bekerült az utcai szerek közé, így igazából a fogyasztó sem tudja milyen mértékben kell hígítani az újonnan az utcáról vásárolt anyagot.

## Media
Budapest Végállomás dokumentumfilm (Pesty László)

## Külső hivatkozások
- Tauszk Ferenc: Heroïn. A morphin egy új pótszere; Pesti Lloyd-társulat Kny., Bp., 1898 (Az Orvosi Hetilap tudományos közleményei)
- Nikki Sixx–Ian Gittins: A heroin-naplók. Egy összetört rocksztár életének egy éve; ford. Szabó Ádám; Cartaphilus, Bp., 2008
- Tomasz Piątek: Heroin; Silenos, Bp., 2012 (Pánik könyvek)